# チェチェンへ アレクサンドラの旅
『チェチェンへ アレクサンドラの旅』（Александра）は、アレクサンドル・ソクーロフ監督・脚本による第二次チェチェン紛争を扱った2007年の映画である。第60回カンヌ国際映画祭のコンペティション部門で上映され、パルム・ドールを競った。

## キャスト
- ガリーナ・ヴィシネフスカヤ - アレクサンドラ
- ヴァシリー・シェフツォフ（英語版） - デニス
- ライサ・ギチャエワ - マリカ

## 評価
Rotten Tomatoesでは57件の批評家レビューで支持率は89%となった。Metacriticでは13件のレビューで加重平均値は85/100となった。
『ニューヨーク・タイムズ』のマノーラ・ダルジスは2008年のベスト映画リストで3位、『シカゴ・トリビューン』のマイケル・フィリップスは6位、『Seattle Post-Intelligencer』のビル・ホワイトは8位とした。
日本の映画評論家の蓮實重彦は、2000年代のベスト映画の一つに挙げた。